# أنثى
الإناث (رمزه: ♀) (بالإنجليزية: Female)‏ هن جنس من كائن حي، أو جزء من الكائن الحي، التي تنتج البويضة غير المتنقلة (خلايا البيض). أكثر الثدييات الإناث، بما في ذلك إناث البشر، لديهن اثنين من الصِّبْغِيُّ X.

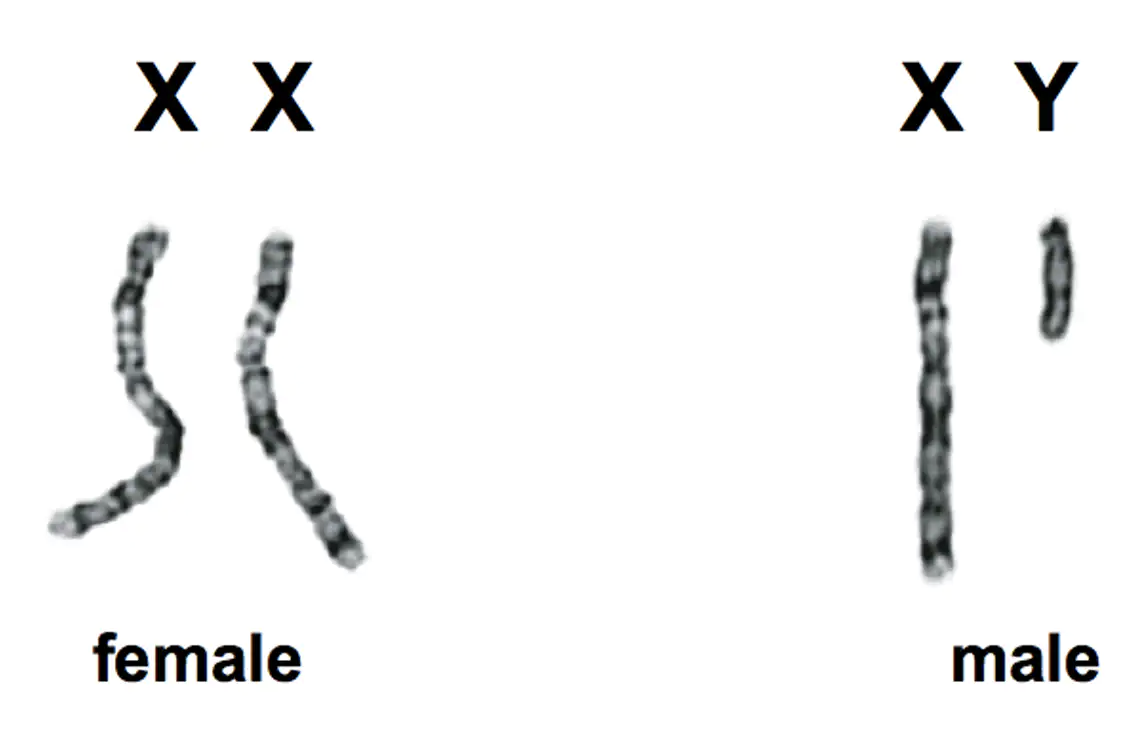
Female chromosome in comparison.